# کانگا (شهرستان اوستروف ویلکوپولسکی)
کانگا (به لهستانی:  Kania) یک روستا در لهستان است که در گمینا شروشویتسه واقع شده‌است.